# Нельдихен, Сергей Евгеньевич
Серге́й Евге́ньевич Нельди́хен (9 октября 1891, Таганрог — 1942) — российский поэт-примитивист, член гумилевского третьего «Цеха поэтов» (1921—1923). Репрессирован.

## Биография
Сергей Нельдихен-Ауслендер родился 27 сентября (9 октября) 1891 в Таганроге в семье отставного генерала Евгения Альбертовича Нельдихена, участника русско-турецкой войны 1877—1878 годов, бывшего начальника 1-го Тифлисского лазарета. Детство провёл в Ростове, где некоторое время учился в гимназии. Окончил военное училище и Харьковский университет. Участник Первой мировой войны. Служил на Балтийском флоте.
Вторую часть фамилии ему пришлось отбросить, ибо в России уже был известен писатель Сергей Ауслендер.
Входил в акмеистическую группу «Цех поэтов» и в Петроградский союз поэтов.
На заседания литературной студии «Звучащая раковина», которой руководил Николай Гумилёв, являлся с большой морковью в нагрудном кармане.
В 1922—1923 годах С. Е. Нельдихен печатался в редактировавшемся Михаилом Кузминым альманахе «Абраксас».
В 1929 году книга Нельдихена «С девятнадцатой страницы» была квалифицирована как «манифест классового врага в поэзии». В 1931 году Сергей Нельдихен был арестован и на три года выслан в Алма-Ату. В 1933 году, находясь в ссылке в Казахстане, отправил Борису Эйхенбауму рукописную книгу «Гражданское мужество».
С 1934 года снова жил в Ленинграде.
Живя в Ленинграде на улице Герцена, был официально прописан в Твери, а потом в Малом Ярославце. Перед самой войной переехал в Москву и оформил московскую прописку. В эти годы он работал в «Пионерской правде» и в Доме художественного воспитания детей.
Последний известный текст Сергея Нельдихена был напечатан в 1-м номере «Литературного обозрения» за 1941 год и был посвящён Козьме Пруткову.
Сразу после начала войны, 30 июня, он был вновь «превентивно» арестован. Погиб в 1942 году в ГУЛаге, обстоятельства и дата гибели неизвестны.

## Книги
- Сергей Нельдихен. Ось. — Пг.: 1919.
- Сергей Нельдихен. Органное многоголосье. — Петербург: 2-я Государственная Типография, 1922. — 53 с.
- Сергей Нельдихен. Праздник (Илья Радалет): Поэмо-роман. — Таганрог: 1923-24. — 32 с.
- Сергей Нельдихен. Веселый стишок учёбе впрок. — М.; Л.: Военгиз, 1926. — 30 с.
- Сергей Нельдихен. Основы литературного синтетизма. — М.: 1929.
- Сергей Нельдихен. Перед тем как выйти в бой, эти правила усвой: Учеб. стихи для изучения обязанностей бойцов и командиров отделений. — М.: Гиз, 1929. — 23 с.
- Сергей Нельдихен. С девятнадцатой страницы. — М.: Издательство всероссийского союза поэтов, 1929. — 32 с.
- Сергей Нельдихен. Веселые чертежники: Книга для чтения учащихся 1-й ступени 2-3-го года обучения. — М.: 1930.
- Сергей Нельдихен. Девять слов. — М.: 1930.
- Сергей Нельдихен. Он пришел и сказал. — М.: Издание Союза поэтов, 1930. — 31 с.
- Сергей Нельдихен. Прогулка. — М.; Л.: 1930. — 12 с.
- Сергей Нельдихен. Он пошел дальше. — М.: Издание Союза поэтов, 1930. — 31 с.
- Сергей Нельдихен. Органное многоголосье. — М.: ОГИ, 2013. — 512 с. — ISBN 978-5-94282-633-8.[8][9]

## О нём
- «Нельдихен в соответствии с духом эпохи сочинял литературные манифесты. Прозванный скорее иронически, нежели всерьез, „русским Уитменом“, он и в самом деле ратовал за максимальное сближение стиха и прозы, за „литературный синтетизм“. Придумав то, что позже придумают конструктивисты, поэт тем самым перебежал дорогу Сельвинскому со товарищи. В кровавых (и метафорически, и в почти прямом смысле слова) литературных битвах конца 20-х Нельдихен не мог не проиграть: литературный одиночка („Цех поэтов“ к тому времени, разумеется, распался), он не мог рассчитывать на поддержку группы. Даже обэриуты, будучи маргиналами, могли позволить себе шум и скандал, поскольку на них работал механизм тусовки. Нельдихен был вытеснен не только из литературного процесса, но и фактически из истории культуры. Печатаясь как детский поэт и как автор речевок для красноармейцев, он постепенно уходил в тень, которая с неизбежным автоматизмом поглотила его вполне тривиальным способом: Нельдихен был арестован и погиб в 1942-м в заключении»[10] — Данила Давыдов, 2004.
- «Сергей Нельдихен, один из участников гумилевского „Цеха поэтов“ — сегодня не слишком хорошо известен даже специалистам по поэзии начала двадцатого века. Вышедшая книга — первое репрезентативное собрание текстов этого замечательного автора. Нельдихен поэт не просто со своей интонацией, своим голосом, поэтическим строем, который как будто позволяет перекинуть мостик от поэтов, условно говоря, гумилевской школы, к обэриутам. Нельдихен поэт со своим взглядом на поэтическое творчество в частности и творчество вообще, экспериментатор, который пробовал свои силы в синтетических жанрах, скажем, фрагментарной, афористичной прозе, или поэморомане „Праздник (Илья Радалет)“. И в лучших своих стихах он добивается удивительной выразительности»[11] — Николай Александров, 2013.
- «… в эпоху становления нового государства, когда, как принято это называть, закручивались гайки и о какой бы то ни было свободе не приходилось говорить, только человек на уровне блаженства, сумасшествия, тот человек, что способен смотреть на мир отрешённо, „поэт-дурак“, мог сделать что-то из ряда вон выходящее. В начале XX века это были — Хлебников (отец футуризма) и Нельдихен (герой верлибра)»[9] — Олег Демидов, 2014.